# Duo normand
Pour les articles homonymes, voir Duo (homonymie).
Le Duo normand est une course cycliste contre-la-montre française disputée à Marigny, dans le département de la Manche. Créé en 1982 par l'amicale cycliste du canton de Marigny (ACCM), il était d'abord réservé aux amateurs et s'est ouvert aux professionnels en 1987. Il est long de 54 kilomètres et est disputé au mois de septembre. Il fait partie de l'UCI Europe Tour depuis 2005, en catégorie 1.2 puis en 1.1 à partir de l'édition 2012.
Le Britannique Chris Boardman et le Français Thierry Marie détiennent le record de victoires avec trois succès, obtenus avec trois partenaires différents : Laurent Bezault, Paul Manning et Jens Voigt pour le premier ; Charly Mottet, Philippe Bouvatier et Gérard Rué pour le second.
L'édition 2020, initialement prévue le 20 septembre, est finalement annulée, en raison de la pandémie de maladie à coronavirus.

## Palmarès
| Année | Vainqueur                                               | Deuxième                                                | Troisième                                               |
| ----- | ------------------------------------------------------- | ------------------------------------------------------- | ------------------------------------------------------- |
| 1982  | Philippe Bouvatier Bruce Péan                           | Éric Ragneau Dominique Ragneau                          | Henryk Charucki François Mignon                         |
| 1983  | Brian Holm Jack Olsen                                   | Thierry Marie Alain Taillefer                           | Bruno Cornillet Roland Le Clerc                         |
| 1984  | Christophe Gicquel Christophe Bachelot                  | Christian Lefebvre Jean-Paul Letourneur                 | Philippe Brenner Fabrice Henry                          |
| 1985  | Thierry Marie Charly Mottet                             | William Pérard Jacques Dutailly                         | Bernard Richard Daniel Leveau                           |
| 1986  | Jack Olsen Peter Gylling                                | Laurent Bezault Pascal Lino                             | Frédéric Gallerne M. Saux                               |
| 1987  | Thierry Marie Gérard Rué                                | Richard Vivien Laurent Bezault                          | Bernard Richard Roland Le Clerc                         |
| 1988  | Thierry Marie Philippe Bouvatier                        | Peter Verbeken Bart Leysen                              | Atle Kvålsvoll Olaf Lurvik                              |
| 1989  | Romes Gainetdinov Pavel Tonkov                          | Richard Vivien Jean-Louis Harel                         | Paul Haghedooren Rob Harmeling                          |
| 1990  | Dimitri Vassilichenko Yuri Manuylov                     | Francis Moreau Laurent Pillon                           | Michel Cargnello Jean-Luc Tasset                        |
| 1991  | Viatcheslav Djavanian Andrei Teteriouk                  | Jan Karlsson Björn Johansson                            | Thierry Gouvenou Christophe Capelle                     |
| 1992  | Gianfranco Contri Luca Colombo                          | Jan Karlsson Glenn Magnusson                            | Marcel Wüst Jean-Philippe Dojwa                         |
| 1993  | Chris Boardman Laurent Bezault                          | Pascal Lance Eddy Seigneur                              | Jan Karlsson Magnus Knutsson                            |
| 1994  | Gianfranco Contri Cristian Salvato                      | Fabian Jeker Beat Meister                               | Peter Verbeken Marc Streel                              |
| 1995  | Emmanuel Magnien Stéphane Pétilleau                     | Pierre-Henri Menthéour François Urien                   | Jean-Louis Harel Grégoire Balland                       |
| 1996  | Chris Boardman Paul Manning                             | Jean-François Anti Stéphane Cueff                       | Pascal Lance Marek Leśniewski                           |
| 1997  | Henk Vogels Cyril Bos                                   | Eddy Seigneur Andrea Peron                              | Pascal Lance Marek Leśniewski                           |
| 1998  | Magnus Bäckstedt Jérôme Neuville                        | Carlos Da Cruz Guillaume Auger                          | Francis Moreau David Millar                             |
| 1999  | Chris Boardman Jens Voigt                               | Artūras Kasputis Gilles Maignan                         | Frédéric Guesdon Bradley McGee                          |
| 2000  | László Bodrogi Daniele Nardello                         | Marco Pinotti Rubens Bertogliati                        | Frédéric Finot Anthony Langella                         |
| 2001  | Jonathan Vaughters Jens Voigt                           | Fabian Cancellara Michael Rogers                        | Bart Voskamp Remco van der Ven                          |
| 2002  | Evgueni Petrov Filippo Pozzato                          | Jonas Olsson Gustav Larsson                             | Christian Poos Andy Cappelle                            |
| 2003  | Jean Nuttli Philippe Schnyder                           | Benjamin Levécot Noan Lelarge                           | Eugen Wacker Artem Botchkarev                           |
| 2004  | Eddy Seigneur Frédéric Finot                            | Benjamin Levécot Noan Lelarge                           | Sandy Casar Carlos Da Cruz                              |
| 2005  | Sylvain Chavanel Thierry Marichal                       | Yuriy Krivtsov Erki Pütsep                              | Dominique Cornu Jürgen Roelandts                        |
| 2006  | Ondřej Sosenka Radek Blahut                             | Denis Robin Cédric Coutouly                             | Florent Brard Stéphane Bergès                           |
| 2007  | Bradley Wiggins Michiel Elijzen                         | Émilien-Benoît Bergès Denis Robin                       | Gustav Larsson Víctor Hugo Peña                         |
| 2008  | Michael Tronborg Martin Mortensen                       | Casper Jørgensen Michael Mørkøv                         | Lieuwe Westra Jos Pronk                                 |
| 2009  | Nikolay Trusov Artem Ovechkin                           | Sergey Firsanov Aleksejs Saramotins                     | Evgeny Popov Alexander Porsev                           |
| 2010  | Alexandr Pliuschin Artem Ovechkin                       | Jérémy Roy Anthony Roux                                 | Nikita Novikov Dmitrii Ignatiev                         |
| 2011  | Thomas Dekker Johan Vansummeren                         | Jérémy Roy Anthony Roux                                 | Jens Mouris Martijn Keizer                              |
| 2012  | Luke Durbridge Svein Tuft                               | Alex Dowsett Luke Rowe                                  | Robert Vrečer Andreas Hofer                             |
| 2013  | Luke Durbridge Svein Tuft                               | Michael Hepburn Jens Mouris                             | Kristof Vandewalle Julien Vermote                       |
| 2014  | Reidar Borgersen Truls Engen Korsæth                    | Anthony Delaplace Arnaud Gérard                         | Ivan Balykin Artem Ovechkin                             |
| 2015  | Victor Campenaerts Jelle Wallays                        | Olivier Pardini Dimitri Claeys                          | Martin Madsen Mathias Westergaard                       |
| 2016  | Luke Durbridge Svein Tuft                               | Lars Carstensen Martin Madsen                           | Johan Le Bon Marc Fournier                              |
| 2017  | Anthony Delaplace Pierre-Luc Périchon                   | Mathias Norsgaard Mikkel Bjerg                          | David Boucher Timothy Stevens                           |
| 2018  | Martin Toft Madsen Rasmus Quaade                        | Emil Vinjebo Casper von Folsach                         | Bruno Armirail Jérémy Roy                               |
| 2019  | Mathias Norsgaard Rasmus Quaade                         | Anthony Perez Christophe Laporte                        | Patrick Gamper Matthias Brändle                         |
| 2020  | Édition annulée en raison de la pandémie de coronavirus | Édition annulée en raison de la pandémie de coronavirus | Édition annulée en raison de la pandémie de coronavirus |
| 2021  | Édition annulée en raison de la pandémie de coronavirus | Édition annulée en raison de la pandémie de coronavirus | Édition annulée en raison de la pandémie de coronavirus |
| 2022  | Clément Levallois Clément Cousin                        | Romain Deux Léo Hermange                                | Paul Renet Lucas Genty                                  |